# 3744-es busz
A 3744-es jelzésű autóbuszvonal Miskolc, Nyékládháza, Ónod és Tiszaújváros között húzódó regionális vonal, amelyet a Volánbusz Zrt. üzemeltet.

## Útvonala
A miskolci autóbusz-állomásról indul. A 3-as főúton kezdi el útját Mezőkövesd felé, odairányban a főúton, visszirányban a Csabai kapun és a Corvin utcán át közlekedik, melyek a város egyik jelentősebb csomópontjában, a miskolctapolcai elágazásnál érnek össze. Hejőcsaba és Görömböly városrészei mentén hagyja el a várost, párhuzamosan a Budapest–Sátoraljaújhely-vasútvonallal.
Első települését, Mályit az egykori téglagyára felől közelíti meg, hétköznapokon több alkalommal a főúttal párhuzamos Rákóczi utcán közlekedik, míg néhány iskolai napokon közlekedő kitérést tesz a környék egyik nevezetességének számító Mályi-tóhoz és annak üdülőterületére. Innen déli irányban Nyékládháza következik, amelyen belül a Mezőcsát felé vezető úton a belvárosba megy, onnan a jelenleg már csak a Budapest–Sátoraljaújhely-vasútvonal személyforgalma és teherforgalom által bejárt állomására hajt, utána az ónodi mellékúton távolodik 2 kilométert, a Vadvirág utcai buszfordulóhoz, ahol pár járat végállomásozik. A teljes vonalat bejáratok ezen halad el innen, több bányató mentén. Az ónodi várnak helyet adó településről, illetve a Muhi csata színterére, Muhi községbe közlekedik, itt már közös vonalszakasza van a 3734-es és 3737-es buszokkal. Határában fut az M30-as autópálya, amelynek csak Sajópetrinél és a 35-ös főút keresztezésénél, Nyékládháza közelében van lehajtója, perceken belül rákanyarodik a főútra. A bányászati munkák miatt itt is gyakoriak a bányatavak, horgásztavak, a 800 fős Nagycsécs is rendelkezik eggyel, azon felül, hogy ennek a falunak a határában is megtalálható a Sajó. Következőnek a 2023-as magyarországi vasútbezárások idején pórul járt, Nyékládháza–Tiszaújváros-vasútvonalon fekvő Sajószöged jön, amelynek állomása szintén megszűnt, így vonatpótló autóbuszok közlekednek itt is.
A buszok a vonal végállomását a Tesco áruháza irányából közelítik meg, így érkeznek a járásközpont Tiszaújvárosba. Indításai legnagyobb részben a helyi buszállomáson, kisebb részben az egykori Tiszai Vegyi Kombinát, mai nevén a MOL Petrolkémia Zrt. buszvárójában érnek célba, de kizárólag csak érkeznek ide járatok, innen nem indul 3744-es busz.

## Közlekedése
Indításai minden nap történnek, a két végállomás között kevesebb járat közlekedik. A Miskolcot és Tiszaújvárost összekötő egyik autóbuszvonal (továbbiak: 3731, 3733, 3734, 3737, 3739, 3745, 3752), többféleképpen is megközelíthető az iparváros. Miskolc és Mályi között a 3740-es, Mályi és Muhi között a 3739-es, Muhi és Tiszaújváros között a 3745-ös, Tiszaújváros belterületén között a 3960-as buszokkal van egy útvonalon.
| Viszonylat                                      | Indításszám     | Közlekedési rend                      |
| ----------------------------------------------- | --------------- | ------------------------------------- |
| Miskolc, aut. áll. – Nyékládháza, aut. ford.    | 1 pár           | munkanapokon                          |
| Miskolc, aut. áll. – Nyékládháza, aut. ford.    | 1 pár           | június 1-től augusztus 31-ig hétvégén |
| Miskolc, aut. áll. – Ónod, vásártér             | 1 pár           | tanítási napokon                      |
| Miskolc, aut. áll. – Muhi, aut. vt.             | 3 pár           | munkanapokon                          |
| Miskolc, aut. áll. – Muhi, aut. vt.             | 2 pár           | hétvégén                              |
| Miskolc, aut. áll. – Tiszaújváros, aut. áll.    | 6 pár           | tanítási napokon                      |
| Miskolc, aut. áll. – Tiszaújváros, aut. áll.    | 5 pár           | tanszünetben munkanapokon             |
| Miskolc, aut. áll. – Tiszaújváros, aut. áll.    | 2 pár           | szabadnapokon                         |
| Miskolc, aut. áll. – Tiszaújváros, aut. áll.    | 2 oda, 1 vissza | munkaszüneti napokon                  |
| Miskolc, aut. áll. ➝ Tiszaújváros, MOL aut. vt. | 3 oda           | munkanapokon                          |
| Ónod, aut. vt. ➝ Miskolc, aut. áll.             | 2 oda           | tanítási napokon                      |

## Megállóhelyei
| 0                                                                                                   | Miskolc, autóbusz-állomás végállomás                | 0.0 km  | 1, 1G, 3, 3A, 4, 7, 11, 12G, 20, 20A, 24, 28, 32, 34G, 35, 43, 44, 45, 101B, 900, 914, 935 1050, 1053, 1369, 1370, 1372, 1373, 1374, 1375, 1376, 1377, 1380, 1381, 1383, 1384, 1410, 1411 3700, 3701, 3702, 3703, 3704, 3705, 3706, 3707, 3708, 3709, 3710, 3711, 3712, 3714, 3715, 3716, 3717, 3718, 3719, 3720, 3721, 3722, 3723, 3724, 3726, 3727, 3728, 3729, 3730, 3731, 3733, 3734, 3735, 3736, 3737, 3738, 3739, 3740, 3741, 3742, 3743, 3745, 3746, 3747, 3748, 3749, 3750, 3751, 3752, 3753, 3754, 3755, 3757, 3760, 3761, 3764, 3765, 3766, 3767, 3770, 3772, 3773, 3774, 3775, 3776, 3777, 4019 |
| 1                                                                                                   | Miskolc, Vörösmarty út (↓)                          | 1.0 km  | 3A, 14G, 21, 21G, 24, 32, 35, 45, 901, Auchan 1 1050, 1369, 1370, 1372, 1375, 1376, 1377, 1380, 1381 3738, 3739, 3740, 3741, 3742, 3743, 3745, 3746, 3747, 3748, 3749, 3750, 3751, 3752, 4019 |
| ∫                                                                                                   | Miskolc, Corvin utca (↑)                            | ∫       | 20, 28, 34, 35, 43, 44, Auchan 1 1369, 1370, 1372, 1375, 1376, 1377, 1410 3738, 3739, 3740, 3741, 3742, 3743, 3745, 3746, 3747, 3748, 3749, 3750, 3751, 3752, 4019 |
| 2                                                                                                   | Miskolc, Lévay József utca (↓)                      | 1.8 km  | 4, 30, 31, 32, 35G, 45 1369, 1370, 1377, 1381 3738, 3739, 3740, 3741, 3742, 3743, 3745, 3746, 3747, 3748, 3749, 3750, 3751, 3752, 4019 |
| ∫                                                                                                   | Miskolc, SZTK rendelő (↑)                           | ∫       | 14, 20, 21, 30, 31, 34, 36, 43, 44, 900, 914, 935 1369, 1370, 1377 3738, 3739, 3740, 3741, 3742, 3743, 3745, 3746, 3747, 3748, 3749, 3750, 3751, 3752, 4019 |
| 3                                                                                                   | Miskolctapolcai elágazás                            | 3.2 km  | 4, 14, 20, 24, 30, 32, 34, 36, 43, 44, 45, 900, 914, 935 1050, 1369, 1370, 1372, 1373, 1374, 1375, 1376, 1377, 1380, 1381, 1410, 1411 3738, 3739, 3740, 3741, 3742, 3743, 3745, 3746, 3747, 3748, 3749, 3750, 3751, 3752, 4019 |
| 4                                                                                                   | Miskolc (Hejőcsaba), gyógyszertár                   | 4.3 km  | 4, 14, 43, 44, 45, 900, 914 1377, 1381 3738, 3739, 3740, 3741, 3742, 3743, 3745, 3746, 3747, 3748, 3749, 3750, 3751, 3752, 4019 |
| 5                                                                                                   | Miskolc (Hejőcsaba), cementgyár                     | 5.0 km  | 4, 14, 43, 44, 45, 900, 914 1377, 1381 3738, 3739, 3740, 3741, 3742, 3743, 3745, 3746, 3747, 3748, 3749, 3750, 3751, 3752, 4019 |
| 6                                                                                                   | Miskolc, Görömböly bejárati út (↓)                  | 5.8 km  | 4, 43, 44, 53 1377, 1381 3738, 3739, 3740, 3741, 3742, 3743, 3745, 3746, 3747, 3748, 3749, 3750, 3751, 3752, 4019 |
| 7                                                                                                   | Miskolc, harsányi útelágazás                        | 6.5 km  | { 4, 43, 44, 53 1050, 1369, 1372, 1375, 1376, 1377, 1381 3738, 3739, 3740, 3741, 3742, 3743, 3745, 3746, 3747, 3748, 3749, 3750, 3751, 3752, 4019 |
| 8                                                                                                   | Miskolci Állami Gazdaság                            | 8.8 km  | 1377, 1381 3739, 3740, 3741, 3742, 3743, 3745, 3747, 3748, 3749, 3750, 4019 |
| 9                                                                                                   | Mályi, Agroker bejárati út                          | 9.7 km  | 1370, 1377, 1381 3739, 3740, 3741, 3742, 3743, 3745, 3747, 3748, 3749, 3750, 4019 |
| 10                                                                                                  | Mályi, téglagyár                                    | 10.3 km | 1370, 1377, 1381 3739, 3740, 3741, 3742, 3743, 3745, 3747, 3748, 3749, 3750, 4019 |
| 11                                                                                                  | Mályi, bolt                                         | 11.1 km | 1050, 1369, 1370, 1372, 1375, 1376, 1377, 1380, 1381, 1410 3739, 3740, 3741, 3742, 3743, 3745, 3747, 3748, 3749, 3750, 4019 |
| Tanítási napokon 9; tanszünetben munkanapokon 7 alkalommal érintett.                                |                                                     |         | |
| ∫                                                                                                   | Mályi, Rákóczi utca                                 | ∫       | 3739, 3740, 3743, 3745 |
| Tanítási napokon 3/5; tanszünetben munkanapokon 4/6 alkalommal érintett.                            |                                                     |         | |
| ∫                                                                                                   | Mályi, Berki Géza utca                              | ∫       | 3739, 3740 |
| ∫                                                                                                   | Mályi, önkormányzati üdülő                          | ∫       | 3739, 3740 |
| ∫                                                                                                   | Mályi-tó, autóbusz-forduló                          | ∫       | 3739, 3740 |
| ∫                                                                                                   | Mályi, önkormányzati üdülő                          | ∫       | 3739, 3740 |
| ∫                                                                                                   | Mályi, Berki Géza utca                              | ∫       | 3739, 3740 |
| ∫                                                                                                   | Mályi, Rákóczi utca                                 | ∫       | 3739, 3740, 3743, 3745 |
| ∫                                                                                                   | Mályi, József Attila utca                           | ∫       | 3739, 3740, 3743, 3745 |
| Munkanapokon 2 alkalommal érintett.                                                                 |                                                     |         | |
| ∫                                                                                                   | Mályi, autóbusz-forduló                             | ∫       | 3740 |
| 12                                                                                                  | Mályi, lakótelep                                    | 11.8 km | 1377, 1381 3739, 3741, 3742, 3743, 3745, 3747, 3748, 3749, 3750, 4019 |
| 13                                                                                                  | Nyékládháza, ónodi elágazás                         | 13.4 km | 1369 3739, 3741, 3742, 3743, 3745 |
| 14                                                                                                  | Nyékládháza, gyógyszertár                           | 14.2 km | 1369 3739, 3741, 3742, 3743, 3745 |
| 15                                                                                                  | Nyékládháza vasútállomás                            | 14.6 km | 3739, 3742 IC, InterRégió, sebesvonat, személyvonat, vonatpótló – Nyékládháza (80, 89) |
| 16                                                                                                  | Nyékládháza, emlékmű                                | 15.9 km | 3739, 3742 |
| Munkanapokon 5; szabadnapokon 5; munkaszüneti napokon 4 alkalommal érintett.                        |                                                     |         | |
| ∫                                                                                                   | Nyékládháza, Ady Endre utca forduló                 | ∫       | 3739 |
| 17                                                                                                  | Nyékládháza, Ónodi utca 7.                          | 16.8 km | 3739, 3742 |
| Munkanapokon 2; június 1–től augusztus 31–ig szabad– és munkaszüneti napokon 2 alkalommal érintett. |                                                     |         | |
| ∫                                                                                                   | Nyékládháza, autóbusz-forduló vonalközi végállomás  | ∫       | 3742 |
| 18                                                                                                  | Ónod, Nyéki utca 15.                                | 21.1 km | 3739 |
| 19                                                                                                  | Ónod, autóbusz-váróterem vonalközi végállomás       | 21.8 km | 3734, 3735, 3737, 3739, 3752, 3971 |
| 20                                                                                                  | Ónod, vásártér vonalközi végállomás                 | 22.5 km | 3734, 3735, 3737, 3739, 3752, 3971 |
| 21                                                                                                  | Muhi, autóbusz-váróterem vonalközi végállomás       | 24.8 km | 3734, 3735, 3737, 3739, 3752, 3971 |
| 22                                                                                                  | Muhi, Puszta Csárda                                 | 25.6 km | 3734, 3737, 3739, 3752, 3971 |
| 23                                                                                                  | Nagycsécs, újtelep                                  | 26.9 km | 3734, 3737, 3739, 3745, 3752, 3971, 4009 |
| 24                                                                                                  | Nagycsécs, posta                                    | 27.5 km | 1369, 1370, 1372, 1426, 1427 3734, 3737, 3739, 3745, 3752, 3971, 4009 |
| 25                                                                                                  | Sertéstenyésztő telep                               | 29.1 km | 3734, 3737, 3739, 3745, 3752, 3971 |
| 26                                                                                                  | Sajószöged, hejőbábai elágazás                      | 30.3 km | 1370 3734, 3737, 3739, 3745, 3752, 3966, 3967, 3968, 3969, 3971, 4009 |
| 27                                                                                                  | Sajószöged, községháza                              | 31.2 km | 1369, 1370, 1372, 1426, 1427 3734, 3737, 3739, 3745, 3752, 3966, 3967, 3968, 3969, 3970, 3971, 4009 vonatpótló – Sajószöged (89) |
| 28                                                                                                  | Sajószöged, szabadidő park                          | 31.7 km | 1370 3737, 3745, 3966, 3967, 3970, 3971, 4009 |
| Tanítási napokon 6; tanszünetben munkanapokon 5; szabadnapokon 1 alkalommal érintett.               |                                                     |         | |
| ∫                                                                                                   | Tiszaújváros, Tesco                                 | ∫       | 3734, 3737, 3739, 3745, 3752, 3966, 3967, 3968, 3969, 3970, 3971 |
| 29                                                                                                  | Tiszaújváros, autóbusz-állomás vonalközi végállomás | 35.1 km | 1, 1A, 2, 3 1055 1369, 1370, 1372, 1373, 1374, 1410, 1426, 1427 3731, 3733, 3737, 3739, 3745, 3752, 3952, 3960, 3963, 3965, 3966, 3967, 3968, 3969, 3970, 3971, 3974, 3975, 4008, 4009, 4240, 4241, 4484 vonatpótló – Tiszaújváros (89) |
| 30                                                                                                  | Tiszaújváros, művelődési ház                        | 35.9 km | 2, 3 3731, 3733, 3737, 3739, 3745, 3952, 3960, 3963, 3965, 3966, 3968, 3970, 3971, 3975, 4008, 4240, 4241, 4484 |
| 31                                                                                                  | Tiszaújváros, bejárati út                           | 36.3 km | 2 1369, 1370, 1372, 1410, 1426, 1427, 1450 3731, 3733, 3737, 3739, 3745, 3952, 3960, 3963, 3964, 3965, 3966, 3968, 3970, 3971, 3975, 4008, 4240, 4241, 4484 |
| 32                                                                                                  | Tiszaújváros, MOL autóbusz-váróterem végállomás     | 37.6 km | 1450 3731, 3733, 3737, 3745, 3952, 3960, 3963, 3964, 3965, 3966, 3968, 3970, 3971, 3975, 4008, 4240, 4484 |